# Cienie w Zambouli
Cienie w Zambouli (Shadows in Zamboula) – opowiadanie Roberta E. Howarda opublikowane w listopadzie 1935 roku w czasopiśmie "Weird Tales".
Jest czternastą częścią cyklu opowiadań fantasy tego autora, których bohaterem jest potężny wojownik ery hyboryjskiej – Conan z Cymerii. Treścią opowiadania jest pobyt Conana w mieście Zamboula i jego uwikłanie w konflikt między władzą świecką a religijną.

## Opis fabuły
Conan przybywa do miasta Zamboula i nie mając zbyt wiele pieniędzy wybiera nocleg w podejrzanej oberży, której właściciel, jak się okazuje, sprzedaje swoich klientów ludożercom. Conanowi udaje się wydostać na ulicę, gdzie spotyka kobietę i pozbawionego zmysłów mężczyznę, ściganych przez kanibali. Ratuje ich, zaś kobieta prosi go o pomoc w odzyskaniu lekarstwa dla jej ukochanego. Conan zgadza się i obydwoje wyruszają do świątyni. Conan stacza jedną z najcięższych walk w swoim życiu, walcząc ze strażnikiem świątyni, Baal-pteorem. Jego towarzyszka zostaje schwytana, jednak Conan uwalnia ją. Dopiero wtedy mówi ona Conanowi, że jest kochanką władcy miasta, a towarzysz, dla którego szukała lekarstwa, jest jej panem. Conan mści się na karczmarzu, który wydał go kanibalom, po czym pospiesznie opuszcza miasto. Dopiero wtedy okazuje się, że już od początku wiedział kim jest dwójka ludzi spotkanych na ulicy, zaś nieprzytomnemu władcy miasta skradł pierścień. 

## Publikacje
Pierwszy raz opowiadanie Cienie w Zambouli wydrukowane zostało w magazynie Weird Tales, w listopadzie 1935. W wersji książkowej po raz pierwszy opowiadanie pojawiło się w zbiorku Conan the Barbarian w 1954.

## Adaptacje
Komiks na podstawie Cieni w Zambouli ukazał się w 1976 pod tytułem Shadow-God in Zamboula w ramach serii The Savage Sword of Conan wydawnictwa Marvel Comics. Autorem scenariusza był Doug Moench, zaś narysował go Mike Zeck.